# Tara Duncan
Tara Duncan este un o serie de romane franțuzești care urmăresc aventurile personajului eponim scrise de Sophie Audouin-Mamikonian.

## Cărți
Prima carte tradusă în limba română a fost publicată în 2007 de către editura Corint, următoarele 4 fiind publicate în anii următori. În limba franceză există 12 cărți scrise de autoare. În ordine, ele sunt:
- Tara Duncan: Magicienii Sorțitori (Les Sortceliers, 2003)
- Tara Duncan: Cartea Interzisă (Le Livre interdit, 2004)
- Tara Duncan: Sceptrul Blestemat (Le Sceptre maudit, 2005)
- Tara Duncan: Dragonul Renegat (Le Dragon renégat, 2006)
- Tara Duncan: Continentul Interzis (Le Continent interdit, 2007)
- Tara Duncan: În capcana lui Magister (Dans le piège de Magister, 2008)
- Tara Duncan: Invazia Fantomelor (L'Invasion fantôme, 2009)
- Tara Duncan: Împărăteasa malefică (L'Impératrice maléfique, 2010)
- Tara Duncan: Împotriva Reginei Negre (Contre la Reine Noire, 2011)
- Tara Duncan: Dragoni contra Demoni (Dragons contre démons, 2012)
- Tara Duncan: Războiul planetelor (La guerre des planètes, 2013)
- Tara Duncan: Bătălia finală (L'ultime combat, 2014)

## Adaptări
Seria de romane a fost adaptată în două seriale de animație. Primul serial cu animație 2D a fost produs de MoonScoop și DQ Entertainment cu participarea M6 și Disney Channel, a durat 26 de episoade între 26 septembrie 2010 și 19 iunie 2011 și a adaptat opt din cele 12 romane din serie. Al doilea serial cu animație pe calculator a fost produs de Princess SAM Pictures, compania de producție a autoarei Sophie Audouin-Mamikonian, difuzat în Franța pe Disney Channel, unde s-a difuzat anterior primul serial, și Gulli, cu premiera pe 4 decembrie 2021 și care este mai fidel cărților.